# 공동해손

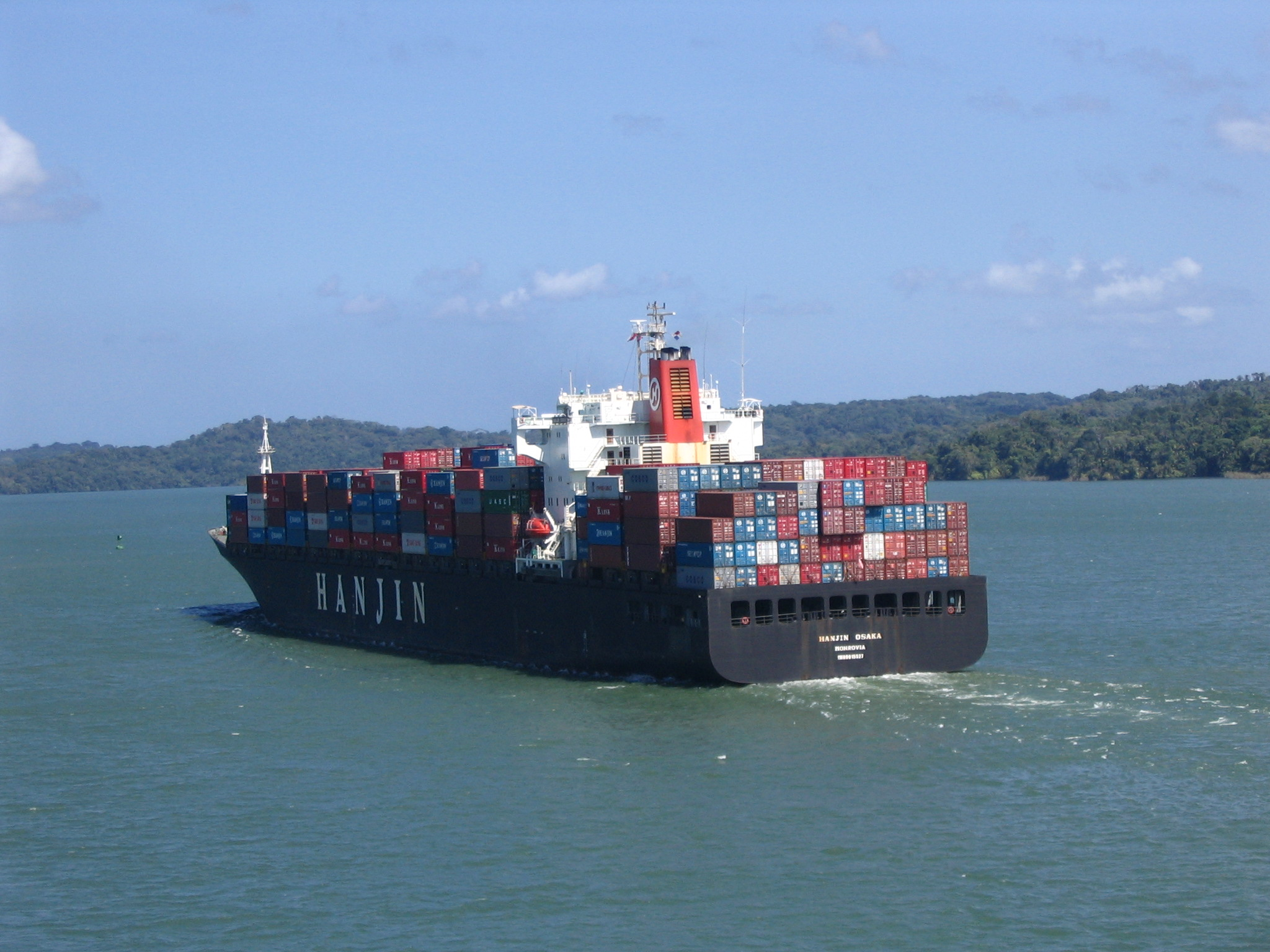
2012년 파나마 운하를 통과하는 모습이 담긴 한진오사카 소유주들은 폭발 사고 이후 공동해손을 선언했다.

공동해손(general average)의 법칙은 비상시 선박 전체를 구하기 위해 선박이나 화물의 일부를 자발적으로 희생함으로써 발생하는 손실을 해상 사업의 모든 이해관계자가 비례적으로 분담한다는 해사법의 원칙이다. 예를 들어, 선원이 폭풍 속에서 배를 가볍게 하기 위해 일부 화물을 배 밖으로 내보낸다면 그 손실은 운송인과 화물 소유자 모두가 비례적으로 분담하게 된다.
바다에 직면한 위험의 긴급 상황에서 승무원은 자신이 버리고 있는 화물이 누구인지 정확하게 결정할 시간이 거의 없을 수 있다. 따라서 귀중한 시간을 낭비할 수 있는 다툼을 피하기 위해 화물이 안전하게 도착한 모든 상인은 물건이 버려진 상인에게 몫이나 백분율에 따라 일정 부분을 기부하도록 요청하는 공평한 관행이 생겼다. 임박한 위험을 피하기 위해 배 밖으로 나간다. 일반해손은 고대 해상법에서 유래되었으며, 그 원칙은 대부분의 국가의 해사법 내에 남아 있다.